# Diethylrtuť
Diethylrtuť je hořlavá, bezbarvá kapalina se silnými neurotoxickými účinky. Udává se, že má slabou sladkou vůni, nicméně vdechování par v množství, aby to člověk vnímal, by již znamenalo významnou expozici. Diethylrtuť prochází hematoencefalickou bariérou a způsobuje trvalé poškození mozku.